# Шаманское муниципальное образование
Шаманское муниципальное образование — муниципальное образование в составе
Шелеховского района Иркутской области.
Административный центр — село Шаманка.

## Границы
Согласно закону «О статусе и границах муниципальных образований Шелеховского района Иркутской области»

«…С северной стороны граница Шаманского муниципального образования проходит по границе Шелеховского района включая кварталы 56, 57, далее Шаманское муниципальное образование граничит с Баклашинским муниципальным образованием включая квартала 58, 59, 60, 61, 80, 81, 82, 83. На востоке граница проходит в южном направлении с включением кварталов 108, 131, 157, 164, 179, 180, 181 Шаманского лесничества и пересекая р. Иркут включает квартала 19, 12, 6, 1, 2, 3, 5 Мотского лесничества. Далее муниципальное образование граничит с Олхинским муниципальным образованием, граница проходит с восточной стороны полосы отвода автодороги „Иркутск — Чита“ до кварталов 159, 185 Олхинского лесничества, включая их в муниципальное образование, а также территорию с. Моты и садоводства, расположенные в кварталах 132, 133, 160, 161, 186 Олхинского лесничества, далее граница проходит по полосе отвода автодороги „Иркутск — Чита“, включая её в муниципальное образование вместе с кварталами 48, 57, 65, 71, 80 Мотского лесничества. С южной стороны муниципальное образование граничит с Подкаменским муниципальным образованием, граница проходит по кварталам Мотского лесничества, включая в муниципальное образование квартала 79, 78, 77, 76, 74, 73, 72 далее граница проходит по правому берегу реки Иркут с включением кварталов Шаманского лесничества 120, 133, 147, 149, 164, 177, 178, 189 198, 199, 209, 217, 225, 226, 228, 227. С западной стороны граница проходит по границе Шелеховского района 227, 219, 218, 210, 201, 190, 179, 165, 150 134 121, 108, 93, 78, 62, 47, 33, 18, 1, 2, 3, 182, 165, 145, 119, 96, 74, 56 Шаманского лесничества Шелеховского лесхоза.».

## Населенные пункты
В состав муниципального образования входят населенные пункты:
- Куйтун
- Моты
- Шаманка